# Czakó Zsigmond
Sepsiszentgyörgyi Czakó Zsigmond (Dés, 1820. június 20. – Pest, 1847. december 14.) színész, drámaíró.

## Élete
Czakó János birtokos nemes, királyi perceptor (adószedő) és lászlófalvai Velics Katalin fia volt. Szülei úri nevelésben részesítették; bölcsészeti és jogi tanulmányait Kolozsvárt és Nagyenyeden végezte, azonban nem fejezte be, állítólag mivel tanulótársával egy új panteista vallás megalapítására szövetkezett, ami később Leona című drámájában is feltűnt. Apját, aki megszállottan alkímiai kísérleteket folytatott, igaztalan perbe fogták, s a családi birtokot el kellett árvereznie, de ezután is minden jövedelmét kísérletezésre fordította, így egzisztenciálisan bizonytalan helyzetük miatt Zsigmond fiútestvérével Tordára költözött édesanyja testvéréhez. 1840 februárjában, iskolai pályájának abbahagyásával Czakó Zsigmond színész lett. Először Pály Elek társulatánál működött, itt írta Chantrey család című első színművét, de sem ezt, sem Festő és vámpír című drámáját, melyet már mint a Nemzeti Színház kóristája írt, előadásra nem fogadták el. 1842-ben Pestre ment, itt alkalmazták a Nemzeti Színház énekkaránál csekély fizetéssel. Mikor a Kalmár és tengerész című színműve egyszerre a legjobb drámaírók sorába emelte, a karéneklés alól fölmentették, fizetését megjavították, és Ráday Gedeon országos főigazgató régibb elavult fordítások kijavításával bízta meg. Következő Végrendelet című darabja is sikert aratott. Pályatársai egymással versenyezve iparkodtak kedvét éleszteni, jóakaróinak aláírásából gyűlt összeg árán drámáit kinyomatták és az egész jövedelmet gyámolítására szentelték.

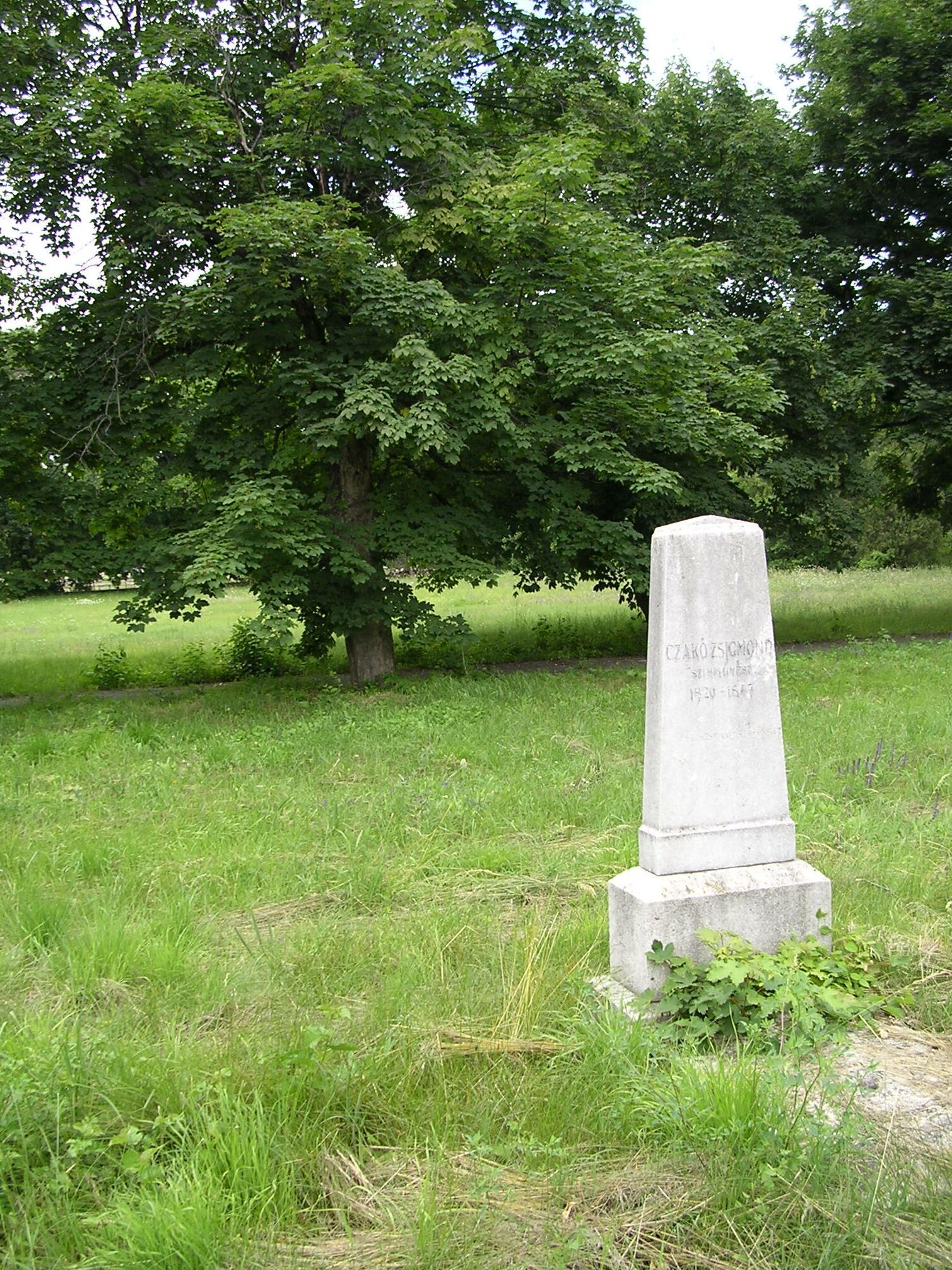
Sírja a Fiumei úti sírkertben (9-4-62)

Az első siker után írt drámái (Leona és A könnyelműek, először adták a Nemzeti Színházban 1847. február 25.) azonban az előbbieknél jóval gyöngébbek voltak, a közönség hidegebb, a kritika szigorúbb lett, ami a különben is beteg kedélyű fiatal költőt kétségbe ejtette. Föltette magában, hogy oly művet fog alkotni, mely minden eddigi színdarabját fölülmúlja. Elhatározásának eredménye utolsó történeti tárgyú színműve, a János lovag lett. (Előadták a Nemzeti Színházban 1848. március 13.) Kész kéziratát néhány barátja előtt felolvasta, kik talán kissé túl szigorúan, de a meggyőződés őszinteségével lényeges hibákat ismertek föl benne s korántsem tartották azt olyan kitűnőnek, mint maga a szerző. Ez oly leverőleg hatott reá, hogy a baráti körben nyilvánított szigorú bírálat után nemsokára, s anélkül hogy műve előadatását bevárta volna, a Pesti Hírlap szerkesztőségében Csengery Antal pisztolyával főbe lőtte magát. Temetésére kivonult az egész ifjúság. Petőfi is, Arany is költeményben állított emléket neki.
A Kerepesi úti temetőben helyezték „végső nyugalomra”, de ma látható síremlékét 1923 után a székesfőváros állíttatta.

## Munkái
- Kalmár és tengerész, dr. 4 felv. Pest, 1845. Online (Először adatott a nemz. szinházban 1844. nov. 18. Azóta előadták negyvenszer. Ism. P. Napló 1883. 221. Nemzet 234. sz. Németűl Kaufmann und Seefahrer czímmel Benkert (Kertbeny) C. M. által szabadon fordítva 1845. nov. 1. adatott Budán, de a szerző nyilatkozata szerint, saját művére semmi tekintetben nem ismert.)
- Végrendelet, dr. 5 felv. Uo. 1845. (Először aug. 21. Ism. P. Divatlap 1847. 3. sz. Greguss Ágost Tanulmányai II. 10. Egyetemes Könyvtár 30. Bpest, 1889.)
- Leona, tragédia 4 felv. előjátékkal. Pest, 1846. (Először aug. 17. Ism. a Honderűben Zerfi. Megjelent a Magyar Könyvesházban is 11. Bpest, 1875.)
- Mari, egy anya a népből, népszinmű 4 felv. Dennery és Maillan után ford. Uo. 1846.
- Czakó Zsigmond összes művei. Sajtó alá rendezte és életrajzzal bevezette Ferenczy József. Bpest, 1883–84. (Nemzeti Könyvtár XXXIV. XXXVII. Ism. Egyetértés 1883. 158. sz.)

Polemizált Egressy Gáborral az Életképekben; a Pesti Hirlapban (1847. 848. sz.) egy cikket közölt: A nemzeti szinház jelen igazgatási formájáról; ezeken kivül az egykorú lapokban egyéb tőle nem jelent meg. Hátrahagyott szinművei közül még szinre került Szent László és kora (1854. decz. 6. Ism. Greguss Ágost Tanulmányai II. 24. Előadták még a nemzeti szinházban 1860. jan. 1. és 1882. aug. 25. is. Ism. Badics Ferenc a Fővárosi Lapokban 1882. 194. sz. és Keszler József az Ellenőrben 1882. 435. sz.), mely a Délibáb cz. lapban (1853.) jelent meg. Emlékkönyvbe (Pest, 1843. márcz. 6.) irt versét hozta a Hölgyfutár (1861. 38. sz.), 1445. és 1845. Drámai anagógiá-ját a Főv. Lapok 1868. és két levelét Pest, 1843. okt. 13. és 1844. márcz. 6.) a kolozsvári Ellenzék (1887. 252. sz.), Áldozat és hála cz. szinműve, melyet 1844-ben irt, szintén nem került előadásra.
Arcképét Barabás 1846-ban rajzolta kőre s Walzel A. F. nyomtatta névaláírásával együtt Pesten.